# Behaviour
Behaviour – czwarty album (czwarty z nowym, studyjnym materiałem) brytyjskiego zespołu synthpopowego Pet Shop Boys, wydany 22 października 1990 roku. Reedycje ukazywały się w 2001 i 2009 roku.

## Lista utworów
Muzyka i teksty napisane przez Neila Tennanta i Chrisa Lowe’a.
1. "Being Boring" — 6:48
2. "This Must Be the Place I Waited Years to Leave" — 5:30
3. "To Face the Truth" — 5:33
4. "How Can You Expect to Be Taken Seriously?" — 3:54
5. "Only the Wind" — 4:18
6. "My October Symphony" — 5:18
7. "So Hard" — 3:56
8. "Nervously" — 4:06
9. "The End of the World" — 4:43
10. "Jealousy" — 4:47

### Dysk bonusowy w edycji japońskiej
1. "Miserablism" — 4:11
2. "Bet She's Not Your Girlfriend" — 4:26
3. "This Must Be the Place I Waited Years to Leave (Extended mix)" — 9:30

### Further Listening: 1990–1991
1. "It Must Be Obvious" — 4:26
2. "So Hard" (Extended dance mix) — 6:38
3. "Miserablism" — 4:07 [earlier fade out]
4. "Being Boring" (extended mix) — 10:40
5. "Bet She's Not Your Girlfriend" — 4:30
6. "We All Feel Better in the Dark" (extended mix) — 6:48
7. "Where the Streets Have No Name (I Can't Take My Eyes off You)" (extended mix) — 6:46
8. "Jealousy" (extended version) — 7:58
9. "Generic Jingle" — 0:14
10. "DJ Culture" (Extended mix) — 6:53
11. "Was It Worth It?" (twelve-inch mix) — 7:15
12. "Music for Boys" (part 2) — 6:13
13. "DJ Culture" (seven-inch mix) — 4:26

## Notowania
- UK Albums Chart: 2[4]
- Billboard 200: 45[5]